# Lussine Tschobanjane
Lussine Tschobanjane (armenisch Լուսինե Չոբանյան, engl. Transkription: Lusine Chobanyan; * 18. April 1998 in Jerewan) ist eine ehemalige armenische Tennisspielerin.

## Karriere
Als 15-Jährige gewann Lusine Chobanyan als jüngste Tennisspielerin aller Zeiten den Titel der U-16 in Armenien.
Seit 2016 spielt sie College Tennis, erst an der University of Texas at Arlington in Arlington und die Saison 2019/20 für die Sam Houston State University in Huntsville.
Von 2014 bis 2016 spielte sie für die armenische Fed-Cup-Mannschaft, mit einer Bilanz von 3:9.